# Octava Comunicaciones
Octava Comunicaciones S.A. es una empresa chilena de medios de comunicación, siendo parte de la Corporación Universidad de Concepción.

## Medios
Octava Comunicaciones S.A. posee la empresa periodística chillaneja La Discusión. Además del canal regional TVU y Diario Concepción, que circula junto con el Diario La Tercera desde el 20 de mayo de 2008 en 11 comunas de la provincia de Concepción.
- Diario La Discusión
- Radio La Discusión
- TVU Televisión Universidad de Concepción
- Diario Concepción